# Vendkérdés
A vendkérdés a magyarországi szlovénok (vendek) körül kialakult teória, mely a magyarországi nemzetiség valóban szlovén, vagy éppen ellenkező származását fejtegeti. Az ügy tudományos jellegét teljesen elvesztette a trianoni békeszerződés óta, viszont szorosan összefügg a nacionalizmussal, a szélsőséges revízióval, a sovinizmussal és a sztálinizmussal (jugoszláv-ellenes irányultságot tekintve). A legfelső magyar politikai körök – akik Trianon ügyét olykor az ellenzék elnémítására használták –, igyekeztek a békecsinálók és a nemzetiség előtt is igazolni, hogy nincs szó még csak szláv népről sem, ez alapján az összdélszláv eszméket hirdető Jugoszláviának nincs joga a Muravidék birtoklására, ahol vend (prekmurjei) nyelvet beszélő szlovénok élnek.
Legfőbb képviselője a vend nem szlovén elképzelésnek Mikola Sándor matematika-fizika tanár. Angyal Endre szerint Mikola áltudományos tevékenysége, amit a nyelvészet és történelemtudomány területén kellő szakértelem híján végzett a magyarországi sovinizmus egyik mintapéldáját adja, árnyékot vetve Mikola amúgy komoly, tudományos fizikai munkásságára.
A vendkérdéshez számos egymástól eltérő elmélet kapcsolódik. Az egyetlen közös bennük, hogy mindegyik igyekszik elvitatni a vendek történelmi múltját és a magyarokhoz akarja kapcsolni vagy alárendelni őket, hogy az emberek nemzeti öntudatát csökkentve felgyorsítsa a beolvadást. Ennélfogva a kérdés és az elméletek kifejezetten vendellenesnek tekinthetőek.

## A kérdés eredete
A szlovének őseit alkotó szláv népcsoportok a 6. században települtek Pannóniába és a 10. század elején magyar uralom alá kerültek. Köztük és a stájer szlovénok közt a Mura volt a választó vonal. A magyarországi szlovén nép egyszerű paraszti nép volt, elszigetelten éltek a többi szlovéntól, ezért a nyelvük megőrizte a régi archaikus elemek többségét, jelentősen átalakult és tájiasodott.
Bár maga a Szlovéniában hivatalos nyelvként használt szlovén sem egységes, tájanként eltérő. A vend legközelebbi rokona a Štajersko (Stájervidék) nyelvjárása, valamint a kaj-horvát.
A 18. század végétől kezdve a magyarországi szlovének papsága különféle tudományos jellegű értekezésekben, tanulmányokban kezdett foglalkozni a Muraszombat, Alsólendva és Szentgotthárd vidékén élő vendekkel. Mivel a németek windisch-nek nevezték a nemzetiséget (ebből származik a vend név) ez alapján vezették vissza a vendek őseit a vandálokig a névhasonlóság alapján. Köztük volt Kossics József, akinek családja horvát eredetű. Vagy nyolc évvel Kossics születése előtt 1780-ban Rát Mátyás felvetette, hogy a vendeknek nem lehet közük a vandálokhoz, mert a nyelvük elég közel áll a horváthoz. Maga Kossics is leírja, hogy magukat a vendek slovenci névvel illetik.
A nyelvészet és a történettudomány ma is vitatkozik a kérdés felett, de ezek mellett politikai szándékokkal is számolni kell, amely a 19–20. században állandó befolyásolni akarta a tudományt és az embereket.
Kossics kortársa Bitnitz Lajos teszi azt a megállapítást, hogy semmi köze sem lehet a vendeknek a vandálokhoz. Ez a népcsoport ugyanúgy a szlovén nép részét képezi. Csakhamar a vend nem szlovén kérdés újabb elképzelést kapott később, amely a politikai eszközzé vált.

## A vend-szlovén azonosság ellen felhozott érvek
Akik tagadják a vend-szlovén azonosságot azok általában az alábbi érveket hozzák fel.
- A vend nyelv és a szlovén között nagyfokú különbség van.
- A vendül beszélő emberek magukat vendeknek vallják.
- A vend emberek nem akartak elszakadni Magyarországtól 1920-ban.
- A vendeknek semmi kapcsolatuk nem volt 1920-ig a szlovénekkel.

Míg a trianoni békeszerződésben foglalt határmódosítások egyes esetben a román, csehszlovák, vagy jugoszláv felek hamis, történetietlen és valótlan bizonyítékaira alapozódtak, addig valószínű, hogy a Vendvidéken a magyarok követték el a legsúlyosabb történelemhamisítást.
A vend valóban mutat hasonlóságokat a szlovén irodalmi nyelvhez, sőt alakított ki magának irodalmi normát. Valószínű, hogy van saját nyelvi normája, de ez még nem vonatkoztathatja el teljesen a szlovén nyelvtől. Szlovéniának tucatnyi olyan nyelvjárása van, amely egészen jól észlelhető eltérést mutat az írott nyelvtől. Szlovénia magas hegyvidéki terület, ezért a Habsburg Birodalomban sem voltak olyan teljesen áthidalt kapcsolatok az egyes régiók között. Egészen nyugaton Olaszország és Szlovénia között beszélik a réziai nyelvet, amely szintén egy nagyon zárt térségben alakult ki és a legtöbb szlovén számára nehezen érthető.
Már a 18. században, többek között a vendet sztenderdizáló Küzmics Miklós és Küzmics István is felmérték, hogy a tótsági lakosok (a Vendvidék régi neve) azonos néphez tartoznak mint a krajnai és stájer szlávok, viszont saját nyelvük van, ezért ezt célszerű használni.
A vend nyelvű emberek sosem vallották magukat vendeknek. A kiegyezést követően amikor elterjedt a vendek és szlovének közti rokonságot is tagadó elmélet, akkor arra késztették a magyarországi szlovéneket, hogy a népszámlálásokkor és a közéletben vallják magukat vendeknek. De mindezt csak magyarul tették! Mert az anyanyelvükben megtartották a slovenski, slovénge, slovenci kifejezéseket. Tehát a vend tudat politikai indíttatásból, mesterségesen keletkezett.
Magyarország szétesésekor a szlovén politikai vezetők szorgalmazták az elszakadást, amely egyáltalán nem volt új gondolat. A parasztság és polgárság azonban azért nem ment bele, először csak az első időszakban, mert fogalmuk sem volt mi várhat rájuk a Szerb-Horvát-Szlovén Királyságban. Az első világháborús vereség és az ország egyszeri összeomlása oly gyorsan következett be, hogy az emberek szinte kétségbeesve nem tudták miként állnak talpra. Azonban évek alatt megbarátkoztak azzal, hogy ők többé nem Magyarország, hanem a délszláv állam részei.
Hogy ne lettek volna kapcsolatok a vendek és a szlovének között, annak ellenkezőjét a mostani kutatások is bizonyítják. Tulajdonképpen nem olyan méretű kapcsolataik voltak a Habsburg-fennhatóság alatt élő szlovénokkal, hogy azzal például a szlovén irodalmi nyelvet is át lehessen venni. Jóllehet Muraszombaton át kereskedelmi útvonal haladt Stájerországba, de figyelembe kell venni, hogy a Vendvidék korlátozottan művelhető földje, s rossz táji adottságai okán nem számíthatott arra, hogy bármilyen szempontból komolyan kiaknázhatják, így a lakossága többségében szegény paraszt maradt, nem alakult ki erős polgárság, vagy nemesség. A Mura is nehezen járható vízi útvonal volt, ami tovább növelte az elszigeteltséget. Viszont Mura másik oldalán fekvő Prlekija tájjal nagyobb fokú kapcsolat lehetett, mivel a vend nyelv és Prlekija nyelvjárása rendkívül hasonló.
Az elméletet hangoztatók között viszonylag kevés a képzett kutató, sőt ezek többnyire nem is beszélnek egy szláv nyelvet sem, így akik más nem délszláv nyelvekkel akarják rokonítani a vendet, azok többnyire ismeretek hiányában képtelenek hasonlóságot kimutatni pl. a nyugati szláv nyelvek és a vend között. A bizonyítékaik is rendszerint nem elég meggyőző érvek, mert vagy elavultak (sokan például 18–19. századi forrásokat használnak, amikor még a modern nyelvészet nem is létezett), vagy hamisítottak (pl. Mikola Sándor elméletei). A kijelentéseiket is általában revízió-pártiság, szlovén-ellenesség, délszláv-ellenesség, jugoszláv-ellenesség, vagy nacionalizmus hatja át. Sokan kommunista-ellenesség (Tito-gyűlölet) elve miatt hangoztatják a vend-szlovén összeegyeztethetetlenséget, így a magyarországi szlovén önkormányzati vezetőket is titoistáknak kiáltják ki.

## A vend kérdés a politika szolgálatában
A 19. században új eszmék terjedtek a szlávság körében, az ún. pánszlávizmus és illírizmus. Előbbi komoly nemzetközi konfliktussá terebélyesedett ki, hisz a szláv egység megteremtését a cári Oroszország saját feladatának tekintette. Ehhez azonban megint politikai kérdések, terület kiterjesztés, gazdasági pozíciók, stb. kapcsolódtak. Hasonlóan a pánszláv ügy volt az egyik ürügye a krími háborúnak is.
Az illírizmus szerint minden délszláv nép, szlovénok, szerbek, macedónok, bosnyákok és horvátok mind az ókori illírektől erednek, éppen ezért meg kell teremteni az egységes nemzetet, melynek élén a horvátok állnának. A szlávokat uraló Habsburg és oszmán hatalmakat el kell távolítani és még azokat a délszlávokat is egyesíteni kell, akik az anyaterületen kívül estek.
Az 1848-as forradalmak idején Magyarországon is felélénkült az illírizmus terjedésének veszélye. Vas- és Zala vármegyékben is az elöljáróság tartott attól, hogy az illíristák fellázítják a szlovénokat és a horvátokat, éppen ezért kemény intézkedésekkel hárították el az illírista agitátorok beszivárgását.
A magyarokat elsősorban az evangélikus vallású szlovének támogatták, akik vallásukat féltették katolikus honfitársaikkal szemben (ők a Habsburgokat pártolták) és nem rokonszenveztek az illírizmussal, mivel a horvátok és német uralom alatt álló szlovénok katolikusok voltak.
A kiegyezést követően jelentkező (némelykor erőszakos) magyarosító törekvések kezdték felhasználni a „vend nem szlovén” teóriát. Ha a vend valóban önálló népcsoport, akkor az kizárólag a magyarságra kell, hogy legyen utalva, mert az annak területén él. A nemzeti tudat lazulhat és a nemzetiség lassan beolvad a többségi nemzetbe. A történelmi Vendvidék (a Mura és a Rába mente) magyar, illetve magyar érzelmű szlovén evangélikus lelkészei vallásuk megtartása érdekében támogatták a magyarosítók elképzelését. Eszerint a vendek ősszlávok, nincs semmi közük a krajnai és stájerországi szlovénokhoz. Éppen ezért kötelességük vendeknek, vendszlovénoknak vallani magukat. Az evangélikus legnagyobb szószólója Kardos János őrihodosi lelkész volt.
A 19. század második felétől egészen a 20. század első feléig az Osztrák–Magyar Monarchia fennállásakor háttérbe szorult a magyarosítás által alkotott elmélet, s már a magyarok is kezdték elfogadni, hogy a vendek szintén szlovén népcsoport.

## Az irredentizmus idején
Az első világháború során a Monarchia összeomlott és több független államra szakadt. A trianoni békeszerződés értelmében a történelmi Magyarország kétharmada az utódállamok birtokába jutott. Muraszombat és Alsólendva vidékét Jugoszláviához csatolták, míg Szentgotthárd vidékén kilenc község Istvánfalva, Alsó- és Felsőszölnök, Tótfalu, Ritkaháza, Permise, Újbalázsfalva, Orfalu, Szakonyfalu továbbra is Magyarországon maradt.
A magyar külpolitikai legfőbb célja egészen a második világháború végéig Trianon revíziója volt. Erre a célra alakultak ki az irredenta csoportok, amelyek némelykor rendkívül nemzetiségellenesek voltak. Egy csapásra előhozták a vendkérdés teóriáit és minden eszközzel a nem szlovén változatát igyekeztek bebizonyítani.

### A Mikola Sándor-féle propaganda
Mikola Sándor matematika-fizika tanár kidolgozta, egy orosz nyelvész[forrás?] elképzelései nyomán a vend-kelta azonosságot, amelyet A vendség múltja és jelene című brosúrában ismertetett (az ókorban Európa nagy részén éltek venedi, veneti elnevezésű népek, akiknek pontos származása ma sem tisztázott, s nevükre vezethető vissza a vend és windisch szavak). A vendek ezek szerint kelták, csak elszlávosodtak a 7–8. században. Mikola a saját anyanyelvén kívül más szláv nyelvet nem beszélt és nyelvészettel sem foglalkozott. A legfőbb érve a vendek kelta mivolta mellett, hogy a vend nyelv használja az ü és ö magánhangzókat.
A mai nyelvészeti ismeretek tekintetében Mikola és az orosz nyelvész állítása teljességgel tarthatatlan, mert a prlekijai nyelvjárásban és a venddel szintén rokon több stájer-szlovén tájszólásban jelen vannak ezek a hangok, sőt nyomokban a karintiai nyelvjárás és a réziai is használja. Forrása volt még Csaplovics János munkája Croaten und Wenden in Ungern (Horvátok és vendek Magyarországon) című munkája (1829), amely egy önálló szláv nyelvet látott a vendben, s szerinte nem azonosítható semelyik délszláv nyelvvel. Ezek a korabeli nyelvészettudomány szintjén lévő elemzések, mára túlhaladottak.[forrás?] Mikola teljesen logikátlan alapon próbálja meg alátámasztani a vendek kelta származását: egyszerűen abból indul ki, hogy az emberek vendeknek vallják magukat és ezzel egy csapásra rokoníthatóak lennének a veneti népekkel. Ami szintén aláássa ezt az állítást, az az hogy a veneti népek nem mindegyike volt kelta a tudomány mai álláspontja szerint, sőt nem álltak mind rokonságban egymással.
Az Amerikába kitelepült magyarországi szlovének az amerikai liberális szellem jegyében elítélték a nacionalista jellegű jugoszláv királyságot és elhatárolódtak az államot támogató vendvidékiektől és a többi szlovéntól is. Ez önmagában nem lehet bizonyíték, de Mikolának ez is ürügye volt a vendek és a szlovének közti nyelvi és származási „szakadék” szélesítésére. Erre már csak az is rácáfol, hogy a pennsylvaniai szlovének Amerikanszki Szlovencov Glász néven lapot is vezettek vendül, amelyben szlovéneknek vallották magukat és nem vendnek, de maga a lap teljesen liberális, nacionalizmus-ellenes újság volt.[forrás?]
Mikola a szerint a slovenski elnevezés nem azonosítja még a vendeket a szlovénekkel. Ekkor is logikát nélkülöző érvelés mentén halad, arra hivatkozva, hogy az emberek anyanyelvükön slovenski titulust használnak, de mert magukat magyarul vend-nek mondják, az pedig nem azonos a magyar nyelvű szlovén elnevezéssel, így a slovenski önmeghatározás sem lehet azonos a szlovén névvel. A lakosságnak csak töredéke vallotta magát vendnek, még a magyarul beszélők között is, Mikola ezzel szemben váltig állítja, hogy a Vendvidéken élők kivétel nélkül vendnek vallják magukat és mindannyian magyarul beszélnek. A korabeli feljegyzések szerint az 1907-es színmagyar oktatást elrendelő törvényt követően is a fiatalabb generáció is kevésbé beszélte a magyar nyelvet, így nem vallhatták magukat vendeknek. A népszámlálási adatok a lakosság vendként tüntetik fel, amely úgyszintén nem ad semmilyen tény, minek folytán az akkori hivatalos magyar nemzetiségi politika ezt a nemzetiséget vendnek nyilvánította és hivatalosan tagadta, hogy szlovén lenne.
Mikola Payr Sándor Egyháztörténeti emlékek c. munkája nyomán próbálja bebizonyítani, hogy a magyarországi szlovéneket mindig és kezdetektől fogva vendeknek hívták. Payr könyve szerint 1627-ben Slavo-vendorum-nak nevezik az evangélikus magyarországi szlovéneket a dél-vasvármegyei eklézsián. Payr azonban maga is hamis állítást közölt, mert az eredeti vizitációs forrásokban semmiféle vendorum nem fordul elő, hanem egyszerűen csak Slavorum. Mikola egyébként ismerte az eredeti dokumentumot, de következetesen elhallgatta annak tényét, hogy ez a név nem így szerepel benne.
Mikola sokszor egymásnak ellentmondó dolgokat is állított, mert noha vend nemzetről beszélt, sőt hazugságokkal próbálta traktálni a közvéleményt, amit akkoriban is igen könnyen meg lehetett cáfolni. Állítása szerint a vendvidéki temetőkben minden sírkő felirata magyar nyelvű, ezzel szemben már akkoriban köztudott volt, hogy a szlovének sírjaikon és útszéli keresztjeiken, de még templomaikban is helyeztek el anyanyelvi feliratokat. Más szlovén nemzetiségű személyek sírja német nyelvűek voltak, mert Ausztriában készítették a sírköveket. Mikola a vend nemzettudat létét is tagadta. Idővel megváltoztatta állításait és kijelentette, hogy a vendek a magyarokkal keveredtek, gyakorlatilag szláv magyarok, akiknek magyarosodniuk is kell. Ilyen és hasonló ellentmondásai közé tartozik A vendség múltja és jelene brosúrában, hogy bár a vendek eredetét a 7–8. századra teszi, ámde mégis azon a véleményen van, hogy a késő középkorban telepítették be őket a Mura és Rába közi vidékre a Bánffy és Batthyány családok: egyszerre állít olyasmit, hogy ősi népcsoportról ír, amely a honfoglalás előtt jelen volt, és azt, hogy csak jóval a honfoglalás után, tudatos telepítés útján kerültek be. A magyarokkal való keveredést azzal igyekszik alátámasztani, hogy a magyarosítást megelőzően voltak más települések is a vidéken, amelyek magyar nevet viseltek, s nem változtatták meg azt utóbb, ilyen Hidegkút (Vashidegkút), vagy a már elpusztult Váralja, amelyek véleménye szerint önmagukban azt a tényt bizonyítják, hogy magyar lakosú falvak voltak. A magyar nevek nem bizonyíthatják ezt a tézist, mert utóbb feltárt feljegyzések szerint Hidegkút és Váralja is szlávoktól lakott települések voltak. Mikola szerint azonban a korabeli magyar krónikák nem jegyzik fel a szláv neveket, ezért nem minősülnek ezek szláv településeknek, azonban köztudott, hogy a krónikák ritkán foglalkoztak a nevek más nyelven történő feljegyzésével, illetve a külföldi krónikák is gyakorta magyar települések neveit nem a saját nevükön jegyezték, így nem állítható az, hogy akkor azok a települések így ne lennének magyar nemzetiségűek.
Mindezen fenntartásai mellett tehát görcsösen kardoskodott amellett, hogy a vendség Magyarországhoz kell, hogy tartozzék. Felterjesztette mindezeket a brit és amerikai hatalmakhoz és ott is világosan kifejtette, hogy semmilyen tekintetben nincs köze az irodalmi szlovénhoz a vendnek. Mikolát viszont nem vették komolyan, nem amiatt, mert az elméleteit helytelenítették, hanem mert a határrendezés már korábban el lett döntve.
Mikola aprólékos kutatásokat végzett, hogy ügyét alátámassza, de nyilvánvaló, hogy számos adatot megmásított, illetve igyekezett elhallgatni, mint azt a sírkövek esetében tett állítása is egyértelműen mutatja. Mikolának tudnia kellett arról, hogy az evangélikus szlovénség is (melyhez ő maga is tartozott) egyértelműen leszögezte évszázadokkal korábban, hogy az örökös tartományok szlovénjeivel egyet alkot, viszont magyarországi szlovén anyanyelvű és lutheránus vallású. A Küzmics István-féle Újtestamentumban olvasható Előszó tér ki erre részletesen. Bár ez a kijelentés a későbbi kiadványokból hiányzik, de az eredeti példányok a 20. században is rengeteg embernél megtalálhatóak voltak. Kizárt, hogy Mikola nem tudott volna erről. Mikola munkáiból világosan is látszik, hogy a politikát a tudomány fölé helyezi. Erre mutatott rá Matija Slavič szlavista, Biblia-kutató, aki szerint Mikola végső soron elismeri, hogy a vendek szlovénok, mert többször említi, hogy slovencinak vallják magukat, sőt az irredenta célú írások mind azt mutatják, hogy mégis szlovén népről van szó. Mikola közben tagadja, hogy a vendeknek bármilyen történelmi múltjuk lenne, ezzel szemben mégis levezeti származásukat. Mikola a történelmi múlt hiányával próbálja azt elhitetni, hogy a vendség magyarosítása (magyarosodása) teljesen törvényes és megalapozott, mivel nemzeti létüknek alapja nincs, s minthogy a magyarság nálánál felsőbbrendű, úgy a nemzeti dicsőséget a beolvadással elnyerheti. Ezt a sovinizmust tetőzi, hogy a szomszédos népek történetét is hamisnak, kitaláltnak ítéli Mikola és egyedüli, öntudattal rendelkező nemzetként a magyart jelöli meg a térségben.
Mikola szisztematikus hamisítása mellett szól az a tény is, ahogy az 1918. végi horvát megszállásról ír a brossúrájában. 1918. decemberében Jure Jurišić kapitány vezette horvát (Mikola szerint jugoszláv) egységes szállták meg a Vendvidéket Muraszombatig. Mikola szerint a helyi vendek rögvest szervezkedésbe fogtak és január 2-án felkelést robbantottak ki a megszállók ellen, majd hosszas harcban szétverték a megszállókat. Mikola világtörténelmi tekintetben példátlan esetnek konstatálja a muraszombati ütközetet, mindennek azonban ellene mondanak más bizonyítékok. A városba bevonuló, egyébként félkatonai erőkkel szemben a lakosság nem tanúsított ellenállást, de nem is fogadta őket szívesen. Muraszombatot a 83-as számot viselő magyar gyalogsági ezred foglalta vissza és csak azután, miután Ferdinand Vix francia alezredes hivatalosan is megállapította, hogy a horvát katonai akció nem volt jogos (Mikola ennek ellenkezőjét állítja kellő bizonyíték nélkül, szerinte a muraszombati vendek felkelése eredményezte a Vix-jegyzéket!). Következésképp a felszabadítást a Mikola által fennen dicsőített felkelők hajtották végre. A lakosság a visszafoglalást támogatta, de nagy valószínűséggel hozzájárulásuk az ellentámadáshoz marginális volt. Ezenkívül a horvát csapatot nem semmisítették meg a harcban, hanem csak visszavonulásra kényszerítették a Muraközbe. A második, 1919-es megszállás, amely már végleges volt, szintén nem ütközött jelentős ellenállásba. Mivel a horvát megszállás eseményei alig tíz évvel korábban történtek képtelenség, hogy annak részleteit ne ismerhette volna Mikola.
Szintén hazudott Mikola akkor, amikor az 1919. évi első brossúrájában, amit Melich Jánossal adott ki, hogy a vendek nagy számban keverednek a magyarokkal, s akár 80 km-ről is hoznak vend férfiak maguknak vend feleséget, addig a Murán innen eső területről egyet sem. A valóságban épp az volt a ritka eset, hogy magyarokkal házasodtak volna e kisebbség tagjai. Anyakönyvek és vezetéknevek tanúsága szerint nem egy esetben házasodtak a magyarországi szlovénok (vendek), muráninneni szlovénekkel vagy pedig muraközi horvátokkal. Már a Magyar Királyság idejében felbukkannak stájer eredetű családnevek a térségben, sőt a Mura melletti településeken, a stájer oldalon muravidéki eredetű családok is akadtak már az első világháborút megelőzően.
Stephen Antalich, akinek a családja a Muravidékről vándorolt az Egyesült Államokba, 1996-ban nyilatkozta, hogy Mikola viszálykeltés céljából ügynököket küldött az Amerikában élő magyarországi szlovénok közé, akik sikerrel ébresztettek gyűlöletet és ellenszenvet bennük az ausztriai szlovének, illetve azok amerikai emigráns közössége felé. Ezt Mikola az antant számára viszont már úgy magyarázta, hogy az amerikai vendek eleve ellenségesen kezelik a szlovéneket és a jugoszlávokat, noha erről ő és ügynökei jelentősen gondoskodtak.
Szintén a Mikola-Melich brossúrában felsoroltatnak neves vend nyelvű szerzők, de említenek nem létező személyeket vend irodalmárként, akiket valakikkel összekevertek (vagy épp Melich keverte össze). Ilyen például Szijártó János és Szijártó Sámuel nevű írók. Ezek azonban nem léteztek ezen a területen, viszont volt egy Szijjártó István nevű író. Ezt is, miként Kardos Jánost és Pusztai Józsefet, akik szintén jelentős vend írók, színmagyarokként prezentálják, noha Pusztai csak magyarosított nevet viselt, eredetileg Pozderecz-nek hívták, ami egyértelműen szláv vezetéknév. Bár a Mura- és Rábavidéken akadnak szlovén családoknak, akik neve utal magyar eredetre, de ezek beolvadása a szlovénség közé már nagyon rég, több generációval ezelőtt megtörtént, emiatt Kardos Jánost neve ellenére már nem lehet igazi magyarként tekinteni.
Mikola brossúrája nem tartózkodik a rágalmazó hangnemtől és a hamis, nem létező hivatkozásoktól. Gyakran emleget újságcikkeket magyar és külföldi lapokból, de rendszerint csak az Amerikanszki Szlovencov Glász c. pennsylvaniai vend lapot említi név szerint objektív és tényszerű leírásként, noha az is csak másod- vagy harmadkézből jutott információkhoz a vendvidéki eseményekről, melyek jelentősen torzultak és ellentmondásossá váltak. Az egyéb külföldi vagy magyar lapok cikkeit nem említi pontosan, avagy hamis, nem létező címeket ad meg, amelyekre nincs bizonyíték az archívumok adatai alapján. A jugoszláv hatóságokat és az elszakadáspárti vendeket aljas, elvetemült agresszorként mutatja be. Kellő hadászati hozzáértés híján állítja, hogy a Szerb-Horvát-Szlovén Állam katonai erői nagyszabású hadműveletet indítottak 1919-ben a Vendvidék ellen, amely példanélküli Európában. Ez a vendek elleni háború szerint a stratégiai fontosságú pontok megszállásával, a katonai távközlés kiépítésével mutatkozik meg, holott egy terület katonai megszállása mindenütt így történt korábban is, következésképp semmi szokatlan nem lehet ebben, így nem beszélhetünk nyílt háborús offenzíváról.
A vendek egyértelmű szlovén illetősége mellett számos magyar tette le voksát abban az időben és korábban is. Elsőként Torkos József felvidéki magyar teológus, aki aláírta Küzmics Újszövetség Előszavát, azt követően Szily János tért ki leveleiben, amelyek szerint a krajnai és magyarországi nyelv bár sokban különbözik, mégis mindkettő esetében szlovén nyelvről van szó, mert ezen nyelvek beszélői ugyanazon néphez tartoznak. Bitnitz Lajos a 19. században még élő vandál-vend rokonságot cáfolta meg és azonosította a szlovénokkal a vendeket. A háború kitörése előtt egy Zala vármegyei magyar történész, Gönczi Ferenc közölte a zalai vendekről szóló munkáját, ahol a nyelvi hasonlóságokat figyelembe véve a stájerországi szlovénokkal azonosította a vendeket. Ez utóbbit Mikolának ismernie kellett, miután ő is Zala vármegye területén dolgozott.
Mikola tagadja, hogy a vidéken bármilyen erőszakos magyarosítás zajlana, szerinte önkéntes és erősen támogatott magyarosodásról van szó, amelyet a 16. századig vezet vissza. A tótsági reformáció kezdetekor Mikola felsorolja a vidék első protestáns lelkészeit, akik többségében magyarok. Állítása szerint (ami mindössze feltételezés), a magyar lelkészek mindvégig magyarul prédikáltak és így minden vend magyarul beszélt már akkor. Későbbi kutatások megállapították, hogy az említett magyar lelkészek, mint Szalaszegi János, megtanultak a nép nyelvén és írtak templomi énekeket, illetve prédikációkat. A 16. század közepén keletkezett, a reformáció terjedésével egyidőben a martyánczi énekeskönyv, amely az első vend nyelvű írásos munkák közé tartozik. Ez már világosan mutatja azt a tényt, hogy nem magyar nyelvet használtak a szlovén protestánsok, hanem saját nyelvüket törekedtek használni. A következő századokban több száz ilyen énekeskönyv keletkezett még, amelyek magyarból is fordítanak, de rengeteg horvát éneket vesznek át. Még maguk a protestáns vendek is idomulni próbáltak a kaj-horvát nyelvhez, mert annyira hasonlított az anyanyelvükhöz, hogy azt saját könyveik megszerkesztésénél is kamatoztathatták. Tehát a magyar lelkészek nemhogy magyarosodásra akarták bírni szláv híveiket, sőt meg is tanulták a nyelvüket! Mikola csakis magyar lelkészeket sorol fel, pedig számos szláv nemzetiségű protestáns lelkésze volt már a korai időkben a vendeknek, így szlovákok, horvátok és az örökös tartományokból menekült szlovének. Krizsán Tamás evangélikus esperes feltehetőleg Stájerországban született szlovén evangélikus lelkész Magyarországra emigrált a 17. századi üldözések folyamán. A Batthyányi család jóvoltából Petáncz községben (ma Szécsénykút, Petanjci) tartott istentiszteletekre üldözött szlovén protestánsok is feljártak főleg Stájerországból, de akadtak jó páran Karintiából is, akik szlovénok voltak. Ezek még ráadásul magukkal hozták az akkori szlovén irodalom termékeit, így az első szlovén Bibliát is, Jurij Dalmatin fordítását, amit Mikola szülőfalujában Péterhegyen is használtak többek között néhány másik szlovén könyvvel, amint azt korabeli magyar vizitációs feljegyzések is említik. Küzmics István aki külön vend nyelvű Újtestamentumot fordított le, több ízben a Dalmatin-féle Bibliát vette igénybe, ezekről a tényekről azonban Mikola folytonosan hallgat.
Mikola Sándor és Oslay Ferenc még a freskó festő Aquila Jánost is magyarnak próbálta beállítani, aki véleményük szerint Sas János nevet viselt eredetileg. Semmilyen dokumentum nem támasztja alá ezt az állítást, nyilván Mikola és Oslay csak kitalálta. A leggyengébb érvük a mártonhelyi templomban, Aquiláról maradt önarckép, amely Oslay és Mikola szerint magyar öltözékben ábrázolja Aquilát, ez pedig bizonyíték volna a származására. Oslay és Mikola állítása összefügg azzal a törekvéssel, amit a muraközi és vendvidéki magyar közművelődési egyesületek is folytattak, hogy a magyar koronán kívül eső Stájerország területén is magyarosodást, ill. magyarosítást idézzenek elő. A mai történészek véleménye szerint Aquila csupán művésznév és általában kizárják regedei születése miatt a magyar, illetve szláv származását is.
Mikola bőszen állítja, hogy a vendek önkéntesen magyarosodnak és nem ragaszkodnak anyanyelvükhöz, mialatt Mikola még a vend nyelv megtartása mellett is kardoskodik. Ha valóban magyarosodni kívánt volna minden vend, mint azt Mikola is állítja, úgy akkor miért van a nemzetiség között oly hosszú tradíciója a kéziratos munkáknak, illetve miért vettek nagyszámban akár anyanyelvi, akár a szlovén területekről, vagy Horvátországból jövő könyveket és újságokat? Mindezek csak az anyanyelvükhöz való ragaszkodást bizonyították, így Mikola állításainak ellenkezőjét. Olyannyira, hogy 17. században keletkezett árendákról szóló szerződéseket (mint hivatalos dokumentumokat) is már vendül és nem magyarul, vagy bármely más nyelven írták, az első ilyen a martyánczi egyezség 1643-ból, vagy Mária Terézia idei urbáriumok során külön vend nyelvű kérdőíveket készítettek a lakosságnak anyagi helyzetüket illetően, melyek csak azt mutatják, hogy nem beszéltek magyarul a helyiek még akkor sem, nemhogy a 16. vagy 17. században.
Mikola a vend folklórt kizárólag a magyarból származtatja, a vend népdalokat és versikéket közönségből magyarból történt átiratnak titulálja, illetve az egész vend kultúrát a magyar egylényegűnek tartja. A népdalokat és verseket illetően alföldi és erdélyi párhuzamokat keres, holott 19. századi gyűjtések és publikációk kimutatták, hogy a német és magyar átfedések mellett (ez utóbbiak sokkal inkább dunántúli, semmint kelet-magyarországi behatások) a vend folklór jelentős hányada önálló, más részére pedig éppúgy hatott a Murán inneni szlovén kultúra és a horvát kultúra is. Többek között Szijjártó István evangélikus lelkész a vend házassági szokásokról szóló Sztarisinsztvo i zvacsinsztvo c. 1807-es könyve tartalmaz egy Štefan Modrinjak stájer-szlovén római katolikus pap és költőtől átvett verset is. Mind evangélikusok, mind katolikusok fordítottak le szlovén és horvát nyelvekből verseket, énekeket, amely kulturális életük szerves részévé vált aztán. Mikola viszont több ízben úgy próbálta aggitálni az evangélikus szlovénokat, hogy Szlovénia, mint katolikus ország korlátozni, illetőleg meg fogja tiltani vallásuk gyakorlatát, ami sohasem következett be.
Mikola másik tényként kezelt állítása, hogy a helyi lakosság nem szlovén, miszerint a jugoszláv vezetés döntésképtelen azt illetően Horvátország, avagy Szlovénia része legyen a Vendvidék. Mindez Mikola számára azt a tényt mutatta, hogy a délszlávok között is látták, a vendek velük nem azonosak. A valóság az, hogy Horvátország külön támasztott igényt azon okból kifolyólag a Vendvidékre, mert a vend nyelv egyértelműen hasonlít a kaj-horvátra, s a két nyelv beszélői mind a mai napig értik egymást, melyet Mikola természetesen tagadott. Ennek folytán a vend nyelvet horvát dialektusnak, azon belül kaj-horvát alnyelvjárásnak magyarázták egyes politikai és tudományos körök, de a szlovének heves tiltakozása és hitelesebb bizonyítékai révén a horvát törekvések nem értek célt. A vita nem volt hosszú életű és cseppet sem amiatt tört ki, mint azt Mikola állítja brosúrájában.
Mikola olyan tarthatatlan állítással él továbbá, amely szerint az effajta magyarvendség-hez hasonló együttélés, amit őt elszlávosodott magyarságnak tart, sehol nem jellemző Magyarországon, csakis itt a Vendvidéken. Teljes mértékben mindent alárendel a magyar nyelvnek, nemzetiségnek és kultúrának, holott itt közönséges magyar behatásról van szó, amellyel szemben vetekszik a német etnikum, kultúra és nyelv hatása. Sőt ez a fajta behatás a legcsekélyebb mértékben sem mondható egyedülállónak, mert magyar hatás ért bármelyik másik magyarországi nemzeti kisebbséget (szlovákokat, románokat, bolgárokat, horvátokat), sőt több-kevesebb mértékben német hatások is érvényesülnek azokban a régiókban is, ami a Habsburg korona uralma miatt magától értetődik.
Mikola odáig elment, hogy belecsinálta a vend nyelvbe vendszki kifejezéseket. Ezeket a Mikolával szimpatizáló szlovén egyének is magukénak vallották, később a revíziót óhajtó muravidéki magyarok is vendeknek vallották magukat.
De nemcsak a békecsinálók előtt akarták az ügy igazát bebizonyítani. A lakosságnak, akár Rábavidéken, akár az 1941-ben ideiglenesen visszafoglalt Muravidéken is állandóan bizonygatták, hogy vallják magukat vendeknek és tagadják bárki előtt, hogy szlovének. Ez azonban manipuláció volt, s a két nép közti viszony elmérgesítését, nemzeti gyűlölködést is eredményezhetett volna. Ma is a magyarországi szlovének közül sokan vendeknek vallják magukat, vagy épp nem vallják magukat, illetve önkéntes asszimilációt vállalnak, mert számukra rendkívül zavaros az ügy és akképp vélekednek, hogy ez csak a kárukat okozza, mely félelem nem is alaptalan. Együtt járhat ezzel a faji megkülönböztetés, de az emberek félelme különösen a délszláv háború alatt volt élénk, mivel a Balkánon az ottani délszlávok közti ellentétek véres etnikai tisztogatásokhoz vezettek, vagy épp elkergették az emberek szülőföldjükről, noha rendkívül azonos nyelvet beszéltek.
Mikola állításával szemben valódi tudományos művek is születtek, Pável Ágoston és Vilko Novak részéről, akik szerint vend nemzet nincs, csak vendség, mely a szlovén nép része, viszont van saját nyelvük és kultúrájuk.
A magyar politikai előtt azonban csak a szlovén eredete tagadása létezhetett, a revízióval együtt a vendkérdés éppúgy napirenden volt.

## A vendkérdés napjainkban
A vend nem szlovén elmélet 1945 után elhalkult, részben a magyar-jugoszláv jó viszony fenntartására, de egyértelműen kimutatható, hogy a kommunista rendszer a Jugoszlávia elleni gyűlölet fokozása és a mesterséges asszimiláció előidézésre folytatta a kérdés propagálását az 1950-es években, de 1989-ig a népszámlálásokban is sokszor tüntettek fel vend nemzetiséget. A Szovjetunióban már bevett módszer volt új népek kreálása, illetve mások nemzeti létének letagadása, a legjobb példa erre a moldáv nyelv eszméje, illetve a ruszinok ukránokká minősítése, melyet a Rákosi-rendszer követett, de Jugoszlávia is ugyanezt a trükköt vetette be Macedónia és macedónok kérdése esetében, hogy Bulgáriával szemben megtarthassa a területet.
A kommunisták által tovább hangoztatott vendkérdés mellett a magyarosítás is tovább zajlott, amely ekkor öltötte a legerőszakosabb méreteket: nyilvános helyeken a szlovéneket fenyegették, hogy ne próbáljanak anyanyelvükön beszélni, különben keményen megfizetnek.
A rendszerváltást követően, mikor újra szóba került a trianoni békeszerződés ügye, ismét előhozakodtak Mikola elképzeléseivel. Az, hogy a vendek szlovénok, az elmélet képviselői szerint csupán kommunista trükk a Tito vezette Jugoszlávia részéről. A vend kérdést újjáéleszteni akaró 1992-ben létrehozott Vend Szövetség megbukott, mert a Gallup Intézet felmérése megint csak az ellenkezőjét igazolta az elméletnek. 1996-ban Zsiga Tibor tollából egy újabb könyv jelent meg, a Muravidéktől Trianonig címmel, amely nemcsak a vend nem szlovén elméletet akarta igazolni, hanem tagadta a szlovén nép létezését. A könyv szerint a szlovén önelnevezést csak a 20. századtól használják pánszláv identitás hatására mind a magyarországi, mind a szlovéniai emberek és minden szlovén ezelőtt vend volt. Zsiga a felháborodások és a sorozatos felvilágosítások ellenére is kitartott állításai mellett, miszerint a térség lakói vendeknek hívták magukat, a hivatalos dokumentumokban vendeknek szerepeltek és nem szlovénokként, holott ennek semmi szilárd alapja nincs, hisz kényszer és propaganda hatására kialakult ez az identitás, míg korábban a vendek is szlovénnak határozták meg magukat a vend propaganda megjelenése előtt, ezt pedig a magyarok sem kérdőjelezték meg akkoriban. Ismételten csak a politikát helyezi a tudomány fölé ez a mű, de effajta állítások még akár bonyodalmat is kelthetnek Szlovénia és Magyarország között.
Vannak olyan (szintén magyar szerzők tollából való) elképzelések amelyek szerint a vendek a szlovákok legközelebbi rokonai, vagy épp a szorbokkal egyező népcsoport. Mindezt olyan abszurd egyszerűséggel akarják alátámasztani, hogy a szorbokat is vendeknek nevezik a dokumentumok, következésképp a magyarországi vendekkel azonosak. A vendeket szlovákokhoz sorolók érve, hogy a szlovákok is slovenský titulust használnak, így a vendek önelnevezésének nincs köze a szlovének slovenski nevéhez. Ezek a csoportok azonban annyira felületesen információ forrásokkal bírnak, hogy igen hamar el is halkulnak. Többségük nem is ismeri, mások szánt szándékkal elhallgatják azt az egyértelmű tényt, hogy a vendek a szlovénekhez való tartozásukat a vendkérdés megszületése előtt megállapították. A szorbokkal, szlovákokkal, csehekkel és más népekkel feltételezett rokonságra konkrét bizonyítékokat nem hoznak fel, kurtán egy-egy állítólagos dologra, vagy kósza híresztelésre mondják, hogy ez képviseli az igazságot.
Napjainkban maguk a revíziós szervezetek közül is sokan kezdenek elhatárolódni a nem szlovén elmélettől, inkább a vendek és magyarok évezredes együttélését igyekeznek kihangsúlyozni.
A Muravidéken a szélsőséges érzelmű magyarok is vendeknek nevezik magukat, elképzeléseik szerint ugyanis a vendek valójában csak szláv nyelvű magyarok.
A kommunista jugoszláv állam megsemmisülése után, s különösen a 2000-es évek óta számos értelmiségi a Muravidéken, így például Feri Lainšček író a térségben az itteni szlovének között regionális tudatot akar építeni, amelynek egyik kulcsa lenne a vend nyelv aktívabb használata. Ehhez azonban rögvest párosulhat a vendkérdés is, amelyet főleg magyar oldalról szélsőségesek, Trianon-ellenes csoportok, vagy a vend-elméletet támogató szlovének hangoztatnának, kiforgatva a másik, a regionális önállóság elképzelését támogató csoportok kijelentéseit, s így próbálva meg igazolni azt, hogy a muravidéki és rábamenti szlávok nem szlovénok, így Magyarországhoz kell kötődniük.

## Lásd még
- A Muravidék elcsatolásának ünnepe